# Tati Garmendia
Tatiana "Tati" Garmendia López (San Sebastián, 16 de febrero de 1974) es una jugadora profesional de balonmano española. 104 veces internacional con las Guerreras de la Selección Española de Balonmano. Logra con la selección el Subcampeonato de Europa en Skopje (Macedonia) en 2008 y la medalla de Plata en Los Juegos del Mediterráneo (2001). Desarrolla la práctica totalidad de su carrera profesional en el Club Balonmano Bera Bera primero como jugadora, como entrenadora y como responsable de la sección de balonmano del club. Medalla de Bronce de la Real Orden del Mérito Deportivo en 2009 que concede el Consejo Superior de Deportes y Miembro de la Junta directiva de la Real Federación Española de Balonmano.

## Biografía
Tati Garmendia nace en 1974 en el barrio donostiarra de Bidebieta, el mismo barrio al que pertenece su equipo de toda la vida: el Bera Bera. Comienza a jugar en el club con 10 años y no lo abandonará como jugadora hasta los 36. El Bera Bera siempre ha sido su equipo, salvo la temporada 98-99 que jugó en el Osito L´Eliana de Valencia. Una vez retirada de la práctica deportiva en 2010 continúa su carrera profesional ligada al Bera Bera como entrenadora, tiene el título de entrenadora nacional, y como responsable de la sección de Balonmano del club.

### Trayectoria como jugadora
Comienza a jugar en el equipo del Colegio Bidebieta y pasa de manera natural al entonces club Corteblanco Bidebieta ahora Bera-Bera. En 1990, a los 17 años pese a ser juvenil, debuta en el equipo de División de Honor. Juega como central en el equipo hasta el año 2010 en el que se retira de la práctica profesional del Balonmano. Es una de las jugadoras emblemáticas del Balonmano Bera Bera, con el que logra: 5 subcampeonatos de Copa de la Reina (temporadas 92/93; 95/96; 96/97;05/06;07/08) y 2 Copas de la Reina, la de la temporada  2006/07, en la que alterna su papel de jugadora con el de entrenadora y que supone el primer título importante para el club, y la segunda Copa de la Reina la temporada 2008/09. En el 2008 consigue también el título de campeón de la Supercopa de España y también llega a las semifinales de la Recopa de la Recopa de Europa. Su trayectoria profesional corre en paralelo con el crecimiento del equipo hasta llegar a convertirse de una de las jugadoras fundamentales del Bera Bera y la máxima goleadora histórica del club con más de 2000 goles.
Su calidad como central hace que sea convocada por la selección y considerada por el Consejo Superior de Deportes como deportista de élite a partir del año 2001 al 2005 y en el 2009. Es convocada 104 veces para jugar partidos con la selección española, con la que marcará 213 goles, lo que le mantiene entre las 35 máximas goleadoras de la selección española de todos los tiempos.  Esta potente selección en la que participa "forma parte del origen del éxito del balonmano de mujeres en España". Hizo sus pinitos como entrenadora y ahora dirige el equipo más laureado de la década y el comienzo de los éxitos internacionales de la selección española: "Las guerreras". Conquistan la medalla de plata de los Juegos Mediterráneos en 2001 y la medalla de plata del Europeo de Skopje, Macedonia, en 2008, año en el que Tati Garmendia anunció su retirada de la Selección Nacional, tras conseguir la plata. En 2009 el Consejo Superior de Deportes le conceden la insignia y medalla de bronce al Mérito Deportivo.
El 10 persigue su carrera deportiva: comienza con 10 años a jugar al balonmano, dejó su práctica profesional en el 2010 y el número 10 de su camiseta fue retirado por el club como un homenaje a su compromiso y logros. 

### Trayectoria directiva
En 2012 se incorpora al club de su vida como responsable de la sección de baloncesto del Club. Al frente del Super Amara Bera Bera va a trabajar por crear las condiciones para que el equipo se convierta en "uno de los más laureados de la última década". Las donostiarras han obtenido 11  nuevos títulos para sus vitrinas bajo su mandato: cuatro Ligas, cuatro Supercopas y tres Copas de la Reina. 
Su experiencia como jugadora, y como persona siempre vinculada al club, le ha permitido conocer los problemas y obstáculos del balonmano femenino, tanto en el terreno de juego, como en los despachos. Su trabajo se ha centrado en convertir al Bera Bera en uno de los clubes con una de las mejores estructuras profesionales de España. En sus propias palabras  "Es importante que las mujeres tengamos puestos de decisión porque tenemos una perspectiva diferente. Quizás por el hecho de ser mujer hemos vivido desigualdades y experiencias que queremos cambiar; darle a la mujer deportista y profesional el papel que se merece.".
Forma parte también de la Junta Directiva de la Real Federación Española de Balonmano como responsable de Balonmano Femenino y Mesa del Balonmano Femenino.

## Palmarés

### Jugadora
| Club               | Liga                    | Título               | Año     |
| Bera Bera          | Copa de la Reina        | Subcampeona de Copa  | 1992-93 |
|                    | Copa de la Reina        | Subcampeona de Copa  | 1995-96 |
|                    | Copa de la Reina        | Subcampeona de Copa  | 1996-97 |
|                    | Copa de la Reina        | Campeona             | 2007-08 |
|                    | Supercopa               | Capeona de Supercopa | 2007-08 |
| Selección Española | Juegos del Mediterráneo | Medalla de plata     | 2001    |
| Selección Española | Campeonato de Europa    | Medalla de Plata     | 2008    |

### Responsable del Balonmano Bera-Bera
| Título                       | Año     |
| Subcampeonato de Liga y Copa | 2012-13 |
| Campeonato Supercopa         | 2012-13 |
| Campeonato de Liga y Copa    | 2013-14 |
| Campeonato Supercopa         | 2013-14 |
| Campeonato de Liga           | 2014-15 |
| campeonato de Supercopa      | 2014-15 |
| Campeonato de Liga y Copa    | 2015-16 |
| Campeonato de Supercopa      | 2015-16 |
| Subcampeonato de Liga y Copa | 2016-17 |
| Campeonato de Liga           | 2017-18 |

## Premios y reconocimientos
- Medalla de Bronce de la Real Orden del Mérito Deportivo en 2009 que concede el Consejo Superior de Deportes[13]
- Insignia de oro de la Federación Guipuzcoana de Balonmano a su trayectoria 2010[14]
- Premio a su trayectoria otorgada por la Diputación Foral de Guipúzcoa en 2010[15]
- Premio Carmen Adarraga 2024[16]